# Radisson
Radisson é uma vila localizada no estado norte-americano de Wisconsin, no Condado de Sawyer.

## Demografia
Segundo o censo norte-americano de 2000, a sua população era de 222 habitantes.
Em 2006, foi estimada uma população de 223, um aumento de 1 (0.5%).

## Geografia
De acordo com o United States Census Bureau tem uma área de
1,0 km², dos quais 1,0 km² cobertos por terra e 0,0 km² cobertos por água. Radisson localiza-se a aproximadamente 378 m acima do nível do mar.

## Localidades na vizinhança
O diagrama seguinte representa as localidades num raio de 20 km ao redor de Radisson.